# 大島光親
大島 光親（おおしま みつちか）は、安土桃山時代から江戸時代前期にかけての武将。

## 略歴
大島光成の長男として生まれる。父と共に豊臣秀吉に仕え、のちに徳川家康に仕える。慶長19年（1614年）から慶長20年（1615年）の大坂の陣に参陣し一族と共に枚方を防衛する。寛永6年（1629年）6月6日死去。享年48。
長男の光好は早世していたので、次男の義豊が家督を継いだ。

## 系譜
父母
- 大島光成 (父)

正室
- 大島光政の娘

子女
- 大島光好 (長男) - 早世
- 大島義豊 (次男)